# Krystal System
Krystal System est un groupe de rock électronique français, originaire de Paris, en Île-de-France. Emmené par la chanteuse-guitariste Bonnie, le combo a pour particularité de brasser de façon personnelle de nombreuses influences musicales notamment électro, metal, rock indépendant, et musique industrielle.

## Parcours artistique

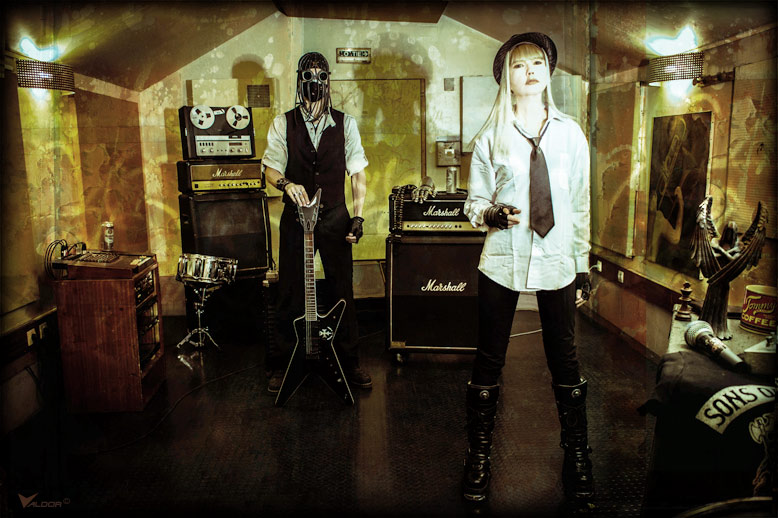
Krystal System.

Le groupe est formé en avril 2006 à Paris, initialement sous le nom de Krystal, et compose une première démo, intitulée Demain n'existe pas. Krystal System est formé d'un duo qui comprend Bonnie (chant, guitare) et N° 7 (chant, synthétiseurs machines). En 2007, le groupe remporte l'International Cravefest Video Awards et se lance en concerts en France et en Suisse.
Aux environs de 2007 et 2008, ils signent un premier contrat avec la maison de disque Alfa Matrix et se rebaptisent Krystal System. Concernant la signature avec le label, le groupe explique : « On leur a envoyé un email de présentation, ils nous ont répondu qu'ils étaient intéressés et voulaient écouter l'intégralité des compos. La signature a suivi très rapidement après. En plus, on a eu une entière liberté artistique sur la musique mais aussi sur le visuel. On peut vraiment remercier Alfa Matrix pour ça! »
En décembre 2008, Krystal System publie son premier album studio, intitulé Underground. Dès sa sortie, il se classe 4e dans les classements allemands devant The Cure. La même année, ils reprennent le titre Master and Servant de Depeche Mode pour la compilation A Tribute to Depeche Mode, et sortent quelques mois plus tard, en 2010, un EP de sept titres intitulé VooDooNight Sessions, EP from Underground.
En juin 2011 sort leur deuxième album, Nuclear, qui entre dans les charts alternatifs allemands (DAC) où il se classe 3e. Cette même année, le groupe publie un clip de la chanson Nuclear Winter. En 2013 sort leur 3e album, intitulé Rage.
En 2025, la formation est rejointe par Phi à la basse. En juin 2025 sort en version numérique le single Éclats Rouges chez Alfa Matrix. Il comprend la chanson titre Éclats Rouges, au ton incisif, Skippy Bop et Newclear Winter, nouvelle version du Nuclear Winter de 2011.

## Membres
- Bonnie - chant, guitare
- Seven - Synthétiseur, basse, guitare, chant
- Phi - Basse

## Discographie

### Albums studio
- 2009 : Underground
- 2011 : Nuclear
- 2013 : Rage

### EP
- 2010 : Voodoo Night Sessions (EP from Underground)
- 2025 : Éclats Rouges

### Compilations
- 2008 : Advanced Electronics Vol. 7
- 2008 : Alfa Matrix Re:connected (3.0)
- 2008 : New Signs and Sounds 11/08
- 2008 : Sonic Seducer Cold Hands Seduction Vol. 89
- 2008 : Sounds From The Matrix 07
- 2009 : Endzeit Bunkertracks [Act — IV]
- 2009 : A Tribute to Depeche Mode — The Re:Covered Singles
- 2009 : CD Side 50
- 2009 : Sounds From The Matrix 08
- 2009 : Sounds From The Matrix 09
- 2010 : Extreme Lustlieder 4
- 2010 : Asia-Matrix (2xCD, Comp, Ltd) 2010
- 2011 : Alfa Matrix Re:covered Vol. 2 - A Tribute to Depeche Mode 2011
- 2011 : Matrix Downloaded
- 2011 : Sonic Seducer Cold Hands Seduction - Vol. 120
- 2011 : Face The Beat 01
- 2011 : Zillo CD 07-08/2011
- 2011 : Electronic Body Matrix 1
- 2012 : 4.4U
- 2013 :  Absolute Grrrls Manifesto
- 2013 : Gothic Spirit 17
- 2013 : Sonic Seducer Cold Hands Seduction - Vol.141